# Universidad Tecnológica de Querétaro
La Universidad Tecnológica de Querétaro (UTEQ) es una universidad  pública Tecnológica que está ubicado en la ciudad de Santiago de Querétaro, Querétaro, inaugurado el 5 de septiembre de 1994. Cuenta con 25 programas de estudio, entre Técnico Superior Universitario y Licenciaturas. Pertenece a la Coordinación General de Universidades Tecnológicas y Politécnicas. Localizada en el municipio de Querétaro, además de contar con programas de intercambios a distintos países como estados unidos o Canadá, es la segunda mejor universidad a nivel público de Querétaro.

## Historia
Durante la segunda ola de creación de Universidades Tecnológicas en México, nace la UTEQ el 5 de septiembre de 1994, ofreciendo las carreras de Técnico Superior Universitario (TSU) en Administración, Comercialización, Procesos de Producción y Mantenimiento Industrial. La matrícula fue de 146 estudiantes, quienes se concentraban en sedes alternas: UPN e ITQ.
A un año de ello, sus instalaciones fueron inauguradas por el entonces Presidente de la República, Ernesto Zedillo Ponce, el 21 de septiembre de 1995. Su infraestructura consistía de: Rectoría, 2 edificios de laboratorios y 2 módulos para docencia.
Cuatro años después de su fundación, la UTEQ puso en marcha el laboratorio de redes de Telemática y equipó el de metrología: alumnos realizaron una estancia de 3 meses en Barcelona. A raíz de ello continuó la internacionalización, ya que en 1999 ocho estudiantes realizaron su estadía en España y Austria.
En el año 2000 la UTEQ comenzó la carrera de Tecnología Ambiental.
Ante la necesidad de que sus alumnos contaran con la continuación de estudios, en 2001 realizó un tratado con la Universidad de Cantabria en España, que les permitiría obtener dos títulos universitarios en un lapso no mayor a tres años.
En 2002 abrió cursos de francés, sumándose a los de inglés que ya se ofrecían desde 1999.
Para difundir aspectos relevantes de la institución, nace el programa radiofónico «En contacto».
En 2003, el Centro de Formación Nacional Peugeot empezó sus trabajos; en septiembre de 2004, abrió la carrera de TSU en Servicios Posventa Automotriz y su Incubadora de Empresas comenzó operaciones.
En 2005 varias carreras obtuvieron la máxima calificación en la evaluación de los Comités Interinstitucionales para la Evaluación de la Educación Superior (CIEES).[cita requerida] Este año comenzó el programa “Conexión Universitaria” en radio (en 2009 cambió su formato a televisión).
En 2008 la Secretaría del Trabajo y Previsión Social le otorgó el Premio Nacional de Vinculación. Un año más tarde, la Universidad amplió su oferta educativa al abrir la continuación de estudios a Ingenierías.
El Centro de Graduados Ericsson dio comienzo en 2012 y se inauguró el Gimnasio Auditorio. El primer libro realizado por personal de la UTEQ, “Aprende a vivir con sustentabilidad”, se publicó en formato electrónico. Además, la Universidad impartió el Diplomado “La Sustentabilidad en las instituciones de Educación Superior” e inició la capacitación de operadores de transporte público.
Respecto a movilidad al extranjero, estudiantes realizaron estadías en países como: Venezuela, República Dominicana y Estados Unidos.
Derivado de un convenio con empresas del sector Plásticos y la CANACINTRA, en 2013 abrió su Centro de Formación en Polímeros. Aunado a ello, recibió los títulos de Centro Certificador académico de SolidWorks y de National Instruments; se convirtió en miembro afiliado a la Unión de Universidades de América Latina y el Caribe (UDUAL) y su Incubadora de Empresas fue reconocida por el INADEM. Este año Canadá y Reino Unido se sumaron como destinos para la realización de estadías.
En 2014 inició operaciones como Centro de Evaluación CONOCER. Incluyó en su oferta educativa la opción de Ingenierías Semipresenciales. La infraestructura creció nuevamente, al estrenar el edificio de Nanotecnología y un nuevo centro de procesamiento de datos. Por primera vez llevó a cabo el programa “Estadía Universitaria” y se publicaron otros siete libros electrónicos realizados por personal de la UTEQ.
La institución ha firmado convenio con la Comisión Nacional para el Desarrollo de los Pueblos Indígenas, a fin de apoyar proyectos productivos de la entidad; integró el Comité de Control y Desempeño Institucional (COCODI) y abrió cursos del idioma alemán.
En 2016 la universidad comenzó los trabajos para instalar un Centro de Manufactura Digital en sus instalaciones; firmó convenio con las empresas Dell e Intel e inauguró el Creativity and Innovation Center 4.0, para el desarrollo de proyectos tecnológicos y la investigación aplicada.
Además de los alumnos que viajaron a Francia becados por MEXPROTEC, otros realizaron estadías en Chile, Reino Unido, Estados Unidos, Costa Rica, Alemania y Canadá. La UTEQ Implementó los programas Talentos Académicos y Formación dual; conformó la Red Estudiantil de Querétaro por la Paz y el Ayuntamiento emprendió la construcción del Centro Cultural Comunitario de la Delegación Epigmenio González dentro de sus instalaciones.
En 1995 presentó el proyecto para desarrollar los juegos deportivos del Subsistema de las UUTT (actualmente conocido como ENDCUT), del cual esta institución ha sido campeona en 8 ocasiones, así como la obtención de tercer lugar en Tenis de Mesa individual en la Universiada Nacional 2016, por una estudiante de Administración.
Ha participado en el Festival Internacional de Teatro Universitario. Hoy, lleva a cabo un proyecto que involucra a trabajadores de la Universidad y a padres de familia.
Fue la primera UUTT que se instaló en Querétaro.

## Programas educativos

### Técnico Superior Universitario
Cuenta con un total de 12 programas de Técnico Superior Universitario:
- Técnico Superior Universitario en Administración
- Técnico Superior Universitario en Desarrollo de Negocios
- Técnico Superior Universitario en Logística
- Técnico Superior Universitario en Mantenimiento
- Técnico Superior Universitario en Nanotecnología
- Técnico Superior Universitario en Procesos Industriales
- Técnico Superior Universitario en Mecánica
- Técnico Superior Universitario en Química
- Técnico Superior Universitario en Energías Renovables
- Técnico Superior Universitario en Lengua Inglesa.
- Técnico Superior Universitario en Mecatrónica
- Técnico Superior Universitario en Tecnologías de la Información

### Licenciaturas
También cuenta un total de 10 programas de Licenciatura e Ingeniería:
- Licenciatura en Gestión del Capital Humano
- Licenciatura en Innovación de Negocios y Mercadotecnia
- Licenciado en Diseño y Gestión de Redes Logísticas
- Ingeniería Ambiental
- Ingeniería en Energías Renovables
- Ingeniería en Mantenimiento Industrial
- Ingeniería en Nanotecnología
- Ingeniería en Procesos y Operaciones Industriales
- Ingeniería en Tecnologías de Automatización
- Ingeniería en Tecnologías de la Información y Comunicación

### Posgrados
Actualmente incorporar a su oferta educativa 2 posgrados:
- Maestría en Ingeniería para la Manufactura Inteligente
- Maestría en Economía Circular